# 撒烏瓦知
撒烏瓦知部落又被寫為沙烏瓦知部落、河濱部落，是位於臺灣桃園市大溪區的阿美族部落，是個居住在都市邊緣的小集居部落。

## 部落概況
沙烏瓦知部落是都市邊緣的原住民部落之一，位於橫跨大漢溪的武嶺橋附近的河灘高地。居民多為阿美族人，通行阿美語、華語。沙烏瓦知部落與許多都市原住民部落同樣面臨迫遷的政策。